# Aymon de Crousaz
Aymon de Crousaz, né le 1er mars 1835 à Erfurt, mort le 21 juillet 1909 à Lausanne, est un historien et archiviste actif dans le canton de Vaud en Suisse.

## Biographie
Aymon de Crousaz, issu d’une famille bourgeoise de Chexbres, est né à Erfurt où son père, ancien pasteur à Vallorbe, s’était établi. Il étudie donc en Allemagne, puis à Lausanne, où il obtient un doctorat en droit en 1862, avec une thèse sur le « Papien ».
L’année suivante, en 1863, il entre comme aide provisoire aux Archives cantonales vaudoises, alors logées dans une tour de la cathédrale de Lausanne. Il est tout d’abord chargé de seconder l’archiviste en titre, Pierre-Antoine Baron. À la mort de ce dernier, en 1864, de Crousaz accède au poste d’archiviste cantonal. À ce titre, il classe entre autres les archives des divers départements de l’administration vaudoise, de 1803 à 1855. Il fait également venir aux Archives cantonales vaudoises tous les registres d’état-civil, précédemment restés dans les paroisses, et il classe au château de Chillon le fonds considérable des registres de notaires, du XVIe siècle au XIXe siècle. Cette série documentaire rejoint par la suite les dépôts des Archives cantonales vaudoises.
De Crousaz passe aussi plusieurs années de sa vie à réorganiser les archives des tribunaux et des préfectures d’Orbe et de Lausanne, ainsi que celles de communes de Montreux, Villeneuve, Cully, Saint-Saphorin (Lavaux), Villette, Vallorbe. Célibataire et zofingien.

## Œuvres
- Dictionnaire historique, géographique et statistique du canton de Vaud : notices historiques et topographiques sur les villes, bourgs, villages, châteaux et anciens monastères du Pays, rédigées essentiellement sur les chartes, publ. par D. Martignier et Aymon de Crousaz, Lausanne : Impr. L. Corbaz et Cie, 1867.

### Fonds d'archives
- Fonds : Aymon de Crousaz [1 enveloppe (coupures de presse, argus des articles nécrologiques)].  Cote : P Crousaz (Aymon de). Archives cantonales vaudoises (présentation en ligne).